# Априкале
Априка̀ле (на италиански: Apricale; на лигурски: Brigar, Бригар) е село и община в Северна Италия, провинция Империя, регион Лигурия. Разположено е на 273 m надморска височина. Населението на общината е 624 души (към 2011 г.).